# Didymoglossum membranaceum
Didymoglossum membranaceum är en hinnbräkenväxtart som först beskrevs av Carolus Linnaeus och som fick sitt nu gällande namn av Volkmar Vareschi.
Didymoglossum membranaceum ingår i släktet Didymoglossum och familjen Hymenophyllaceae. Inga underarter finns listade i Catalogue of Life.